# Lasioglossum albostictum
Lasioglossum albostictum är en biart som först beskrevs av Cockerell 1946.  Lasioglossum albostictum ingår i släktet smalbin, och familjen vägbin. Inga underarter finns listade i Catalogue of Life.